# Атанас Стефанов
 Тази статия е за българският генерал от Втората световна война.  За основателя на МПО вижте Анастас Стефанов.  
Атанас Стефанов Атанасов е български офицер (генерал-лейтенант), един от военачалниците на българската армия през 30-те и 40-те години на ХХ век. Военната му кариера започва като подпоручик през Балканската война. По време на Втората световна война достига до чин генерал-лейтенант. Последователно командва Пета пехотна дунавска дивизия, командир на Четвърта армия със седалище Плевен и на Прикриващия фронт (на границата с Гърция и Турция).

## Биография
Атанас Стефанов е първороден син в семейството на Кръстина и Стефан Атанасови Кинови. Майката – Кръстина е родена в Златарица на 2 март 1874 година. Дядото по майчина линия, свещеник Иван Иванов Хаджиев Златарски, е типичен представител на селската възрожднеска интелигенция. Роден е през 1848 г. в Златарица. Той е учител, свещеник, председател на местния революционен комитет. На 1 февруари 1870 година написва „Устав на Градинарското благотворително общество в Златарица“, учредено с цел „да спомогне за разпространението на образованието и просвещението на своите млади съотечественици“. На 1 август 1874 година Иван Златарски си съставя седмична програма за самообразование с ръководни начала: „Учи ся сам и дерзай“ и „Человек ся учи дор го посече смъртта му“. Притежава голяма за времето си библиотека: съчинения на Раковски, Блъсков, Друмев, Славейков, Богоров, Юрий Венелин и др., както и периодичните издания: „Училище“, „Читалище“, „Ступан“, „Летоструй“, „Зорница“, много учебници по математика, граматика, история, география, френски и турски език, богословски книги. Спомоществовател е на редица книги и списания. От 1876 г. е член на революционния комитет. Оставя няколко приписки с историческо съдържание за боевете при Елена и Златарица по време на Освободителната война. Подпомага ученолюбиви младежи да продължат образованието си в други градове и в Русия. Иван Златарски умира през пролетта на 1882 г.
Бащата на Атанас Стефанов е Стефан Атанасов Кинов, родом от село Миндя, Еленска околия. Роден е на 19 декември 1864 г., а от 1900 година работи като данъчен и финансов началник в различни градове. По време на Първата световна война е финансов началник в Гюмюрджина – Беломорска Тракия, в Щип и Тетово – Македония. Личните му интереси са в областта на философията, читалищното и театрално дело. В Търново е известен и като дарител – завещава 5000 лева за читалище „Искра“, на църквата „Св. Марина“ – 3000 лева и 40 дка ниви в Миндя за учредяване фонд „Подпоручик Иван Стефанов“ с цел подпомагане на бедни ученици.
През 1890 г. Кръстина поп Иванова и Стефан Атанасов Кинов се венчават. На 13 септември 1891 година се ражда синът им Атанас в Търново, а на 20 май 1893 – Иван. Двамата постъпват като кадети във Военното на Н. В. Училище през 1905 година и са зачислени в 32-ри Царски випуск. При завършване на Военното на Н. В. Училище с височайша заповед № 30 от 2 август 1912 година са произведени в чин подпоручик. Служи като взводен командир в 18-и пехотен етърски полк.

## Балканска война (1912 – 1913)
На 17 септември 1912 г. започва обща мобилизация на българската армия и на 22 септември подпоручик Стефанов е назначен за командир на 6-а рота от 18-и пехотен Етърски на Н. В. Фердинанд I полк в състава на 5-а Дунавска дивизия. От 21 декември 1912 служи като командир на взвод, после на 2-ра рота от 2-ри пехотен полк. Взема участие във всички боеве, които полкът води през 1912 – 1913 г.: при Бунар Хисар от 16 до 20 октомври; при Чаталджа на 4 и 5 ноември; пак при Чаталджа на 5, 11, 15 и 21 март 1913 г. В атестационната книжка е оценен от подполковник Иван Бойчев така: „... водил ротата си бойко, мъжествено и безпределно храбро“. На 31 декември 1912 г. Атанас Стефанов пише на баща си: „... аз се бях сродил, тъй да се каже, с войниците, които водих в боя, заедно с които търпях лишения и трудности, и заедно с които излагах живота си на всякия всячина“. При сключване на примирието споделя: „На Чаталджа отсреща турската музика също свири и турци, и българи еднакво ликуват. Чуден контраст, чудна игра на съдбата – вчера два разярени и непримирими врага – днес приятели и другари; вчера топове и пушки – днес музика и песни!?... Таквоз чудо било туй войната“. В автобиографията си лаконично споменава: „Аз взех участие във всички боеве, които полкът ни води през 1912 – 1913 г. с турците и бях награден с Орден за храброст“. На 30 януари 1913 е назначен за командир на 6-а рота от 18-и пех. Етърски полк.

## Междусъюзническа война (1913)
Подпоручик Стефанов участва и в Междусъюзническата война, избухнала на 16 юни 1913 г., като с ротата си взема участие в боевете при Тумба и Черни връх на 24 юни; при връх Св. Илия на Милева планина на 1, 2 и 3 юли; при Острика, Кървав камък, Царица, Панджин гроб, Стретер и връх Бобик на 7, 8, 9, 10, 11, 14, 15,16 и 17 юли 1913 г. Пак в автобиографията си споменава, че е взел участие: „... във всички боеве срещу сърбите през 1913 година, без да бъда ранен нито веднъж“.
След края на войната командва взвод, след което е временен командир на рота в 18-и пехотен полк (август 1913 – 1914). На 2 август 1914 г. е произведен в чин поручик.

## Първа световна война (1915 – 1918)
Новата мобилизация на българската армия на 10 септември 1915 г. го заварва адютант на 2/5 пех. бригада в Търново. По негово настояване отново поема командването на 6-а рота от 18-и пех. Етърски полк (10 септември 1915 – 25 ноември 1916). В продължение на 10 дни, от 22 до 31 октомври, и на 1 и 2 ноември 1915 г. се бие срещу сърбите при Геляне. Най-кръвопролитни са сраженията на 26 октомври, които той описва така: „Пукащите се шрапнели в небето приличаха или спомняха огнения дъжд, що Данте описва в своя Ад“. В този бой поручик Стефанов при отбиване атаките на сърбите сам действа с ръчни бомби. Сраженията продължават от 3 до 8 ноември 1915 г. при Кулата, с. Бостан. При атаката на Кулата той първи от 6-а рота се хвърля в неприятелските окопи и действа с ръчни бомби. За тези боеве е награден с Орден за храброст IV ст., 1 клас. От 25. XI. 1916 до 1. IX. 1917 г. е инструктор в Школата за запасни подпоручици в Княжево. След това участва в боевете при Гевгели от 1. XI. 1917 до 20. IX. 1918 година. Като командир на 1-ва дружина запазва прохода Демир капия до преминаването на частите от 5-а дивизия при Вардар. В боевете срещу французи, англичани и гърци капитан Стефанов „... всякога се е държал образцово. Доблестен, храбър, смел, служи за личен пример на подчинените си“.
Запазените писма от фронта свидетелстват, че кап. Стефанов с интерес следи военните новини. От български, френски и руски вестници той се информира за хода на войната и положението по фронтовете. Към края на войната не може да допусне, че „... толкова подвизи, толкова победи и толкова слава“ са отишли напразно. Писмата му от началото на октомври 1918 година са изпълнени с много болка и страдание: „... в тези критични за народа и Отечеството дни“, „като смаян стоя и се чудя на това, което става през последните двадесет дни“.
След войната е командир на нестроевата рота в Търново (1919 – 1920) и командир на рота и домакин (13 юни 1922) в 4-та пехотна дружина (1921 – 1922). На 27 ноември 1923 г. е произведен в чин майор. От същата година служи в 3-ти пограничен сектор, след което е командир на 2-ра рота юнкери във Военното училище (1923 – 1924). В периода от 17 май 1926 до 1 август 1927 г. е на стаж в секция IIв на Мобилизационния отдел на Щаба на армията, след което от 31 август 1927 до 4 март 1928 г. е на стаж в Дирекцията на Въздухоплаването, като на 5 декември 1927 г. е произведен в чин подполковник. На 1 април 1928 г. е назначен за командир на учебната дружина при Пехотната школа (ПО от ШРБЕК). През 1930 г. е назначен за домакин на пехотния отдел на ШРБЕК, след което от 1931 г. е командир на дружина На 1 юни 1933 г. е назначен за началник на отделение в Щаба на войската, на 18 юли 1934 е произведен в чин полковник, през 1935 г. е назначен за началник на учебния отдел в Щаба на армията, след което от 1 юли 1935 г. е началник-щаб на 4-та военно-инспекционна област, по-късно същата година е назначен за началник на Оперативния отдел в Щаба на армията, а малко по-късно същата година е откомандирован в Щаба на армията. На 18 ноември 1935 г. е назначен за началник на Пехотната школа, а по-клъсно е редактор на списание „Съвременна пехота“. На 1 ноември 1936 г. поема командването на 5-а пехотна дунавска дивизия, след което от 25 септември 1940 г. е командир на Прикриващия фронт, а на 11 август 1941 г. поема командването на 4-а армия.

## Втора световна война (1941 – 1945)
През 1943 година Атанас Стефанов е произведен в чин генерал-лейтенант. До 25 декември 1943 година той е командир на Прикривающия фронт.
Името на генерал-лейтенант Атанас Стефанов се обсъжда за министър на войната в трите правителства на България през 1944 г. На 31 януари в дневника си той пише: „... Хаджипетков ми каза, че много се говорело за мен да стана Министър на войната... Отговорих, че съм скромен човек и такива аспирации не съм имал...“. Повече сведения има за третото обсъждане при съставяне правителството на Константин Муравиев на 2 септември 1944 г. Регентът Богдан Филов пише в дневника си: „... обядвахме във Военното министерство. За военен министър Князът и Михов се спряха върху Атанас Стефанов“.
На 7 септември 1944 г. няколко хиляди души разбиват Плевенския затвор и освобождават политическите затворници. Генерал Стефанов и войската се намесват; затворниците са върнати и „размириците са прекратени без жертви“. През нощта на 7 срещу 8 септември ген. Стефанов получава заповед с щаба си да замине в Дупница на западната граница. Превратът на 9 септември го заварва в Министерство на войната. На 10 септември той вече е в Дупница на фронт срещу германците в 22-ри пех. полк. За съветската армия в Добруджа той пише: „Русите днес влязоха в България като приятели в Русе, Шумен и Варна“.
След Деветосептемврийския преврат, въпреки че има на разположение самолет, разузнавателна и лека кола, той не напуска България. Остава верен на войнския си дълг и Отечество.

## Убийство
На 12 септември 1944 г. на път от София за Плевен ген. Стефанов е убит без съд и присъда в Луковит от партизанката Митка Гръбчева. Самата тя по-късно твърди, че е извършила убийството при самоотбрана, но това се отхвърля от други присъствали на инцидента комунисти. В смъртния акт като причина за смъртта се посочва: кръвоизлив от рани, причинени от огнестрелно оръжие. Опелото се извършва в църквата „Св. Марина“ в Търново на 13 септември.
Уволнен е от служба на 13 септември 1944 г. официално „по навършване на 25-годишна служба“, но реално с тази заповед, както и със заповедта от 14 септември е направена първата чистка на т.нар. „реакционни елементи от армията“.
Убитият генерал Стефанов е осъден с присъда № 2 от 2 април 1945 г. Плевенският народен съд, II състав: „присъжда всички имоти посмъртно на починалия генерал-лейтенант Атанас Стефанов в полза на държавното съкровище“.
Единствената му дъщеря Кръстина Атанасова Чолакова подава молба за преглед по реда на надзора на издадената присъда, вх. № 14651/ 1993 година – VI на Главна прокуратура. На 12 юни 1997 г. Главна прокуратура внася във Върховния касационен съд предложение. На 28 януари 1998 година Върховният касационен съд – I наказателно отделение „оставя без уважение“ предложението на главния прокурор срещу влязлата в сила присъда.

## Военни звания
- Подпоручик (2 август 1912)
- Поручик (2 август 1914)
- Капитан (20 юли 1917)
- Майор (27 ноември 1923)
- Подполковник (5 декември 1927)
- Полковник (18 юли 1934)
- Генерал-майор (1 януари 1940)
- Генерал-лейтенант (1943)

## Награди
За военната си служба от подпоручик до генерал-лайтенант Атанас Стефанов е награден със следните ордени и медали:

### Военновременни
- Военен орден „За храброст“ IV ст. I кл.;
- Военен орден „За храброст“ IV ст. II кл.;
- Народен орден „За военна заслуга“ IV ст. на военна лента с военно отличие;
- „Железен кръст“ II ст. (Германска империя);
- Орден „Свети Александър“ III ст.;
- Народен орден за военна заслуга III ст.;
- Народен орден за военна заслуга IV ст.;
- Орден „Свети Александър“ V ст.;
- Знак за ХХ-годишна отлична непрекъсната служба;
- Знак за 10 години непрекъсната служба;
- Орден „За бойна заслуга“ с лавров венец;
- Почетен знак „Червен кръст“;

## Обществена дейност
През 1931 година става председател на Комитета за постройка на Военния клуб и основава аероклуб в Търново. През 1935 година е подпредседател на Изпълнителния комитет за честване 100 години от Велчовата завера. Прави лични дарения и открива войнишки паметници на загиналите във войните за национално обединение. Генерал Стефанов подема и друга инициатива – издигане на паметници по пътя на четата на Хаджи Димитър и Стефан Караджа от 1868 година. Прави лични дарения за селата Вардим – 1000 лева; Хаджидимитрово – 1000 лева; Караисен – 1000 лева и Бяла черква – 1000 лева. Поддържа оживени контакти с организации, комитети, сдружения, духовници, с местните власти и институции, среща се с фелдмаршал фон Макензен, майор Годлей – председател на Британския легион, английския адмирал Търл и много други.

## Политически възгледи
Неоспорим факт е, че Атанас Стефанов не членува в никакви партии, военни съюзи и не участва в никакви преврати. За него пише, че по „... пътя към висшата армейска длъжност не се увлича да участва в конюнктурни политически течения и не е поблазнен да участва в политическия живот“. Със сигурност не е с леви или комунистически убеждения. В неговите дневници е отделено изключително малко място на партизани, нелегални, на комунистически саботажи и конспирации във войската. Във външно-политически аспект някои биха го нарекли „германофил“. Генерал Стефанов се възхищава от дисциплината, реда и успехите на германските войски в двете световни войни. Същевременно критикува Германия, че продава на България старите си самолети и с това прави нашата военна авиация непригодна. Други биха го нарекли „русофил“ – идеалът му за военен е руският генерал Скобелев. Същевременно изразява възхищението си от Англия, Франция и Америка за успехите им в развитието на военната и гражданска авиация още през 20-те години на ХХ век. Целият живот на генерал Стефанов доказва неоспоримо едно, че той е преди всичко „българофил“.

### Образование
- Военно училище в София (1905 – 1912)
- Картечно училище при Първа армия (февруари 1918)
- Щабофицерски курс на Военното училище (1922)
- Военна академия в София (1923 – 1926)

### Семейство
На Кръстовден 1919 г. Атанас Стефанов се сгодява за Кръстина Атанасова Стамболова, родом от Търново от известния Стамболов род. Венчавката се извършва в църквата „Св. Марина“ на 23 ноември 1919 г. в Търново. Срещу Коледа 1921 г. се ражда единствената им дъщеря Кръстина.